# Дубовик (село)
Дубови́к — село в Україні, у Потіївській сільській територіальній громаді Житомирського району Житомирської області. Населення становить близько 117 осіб (2001).

## Історія
Село існує з кінця XVIII ст. До того на місці поселення було давнє місто Тишполь.
Назва села походить від того, що початково там був старий млин, де у XVII ст. працював заньківський підданий на прізвище Дубик.
До 6 серпня 2015 року село входило до складу Заньківської сільської ради Радомишльського району Житомирської області.